# 秦玉琴
秦玉琴（1943年—），山东荣成人。中华人民共和国政治人物。
毕业于鞍山钢铁学院，后供职于重庆钢铁公司。1983年任中共四川省重庆市委组织部部长。1989年，任中共四川省委组织部部长。1993年，任中共四川省委副书记。2002年，任四川政协主席。